# Cylindroiulus placidus
Cylindroiulus placidus är en mångfotingart som beskrevs av Lignau. Cylindroiulus placidus ingår i släktet Cylindroiulus och familjen kejsardubbelfotingar. Inga underarter finns listade i Catalogue of Life.